# 金八鶏

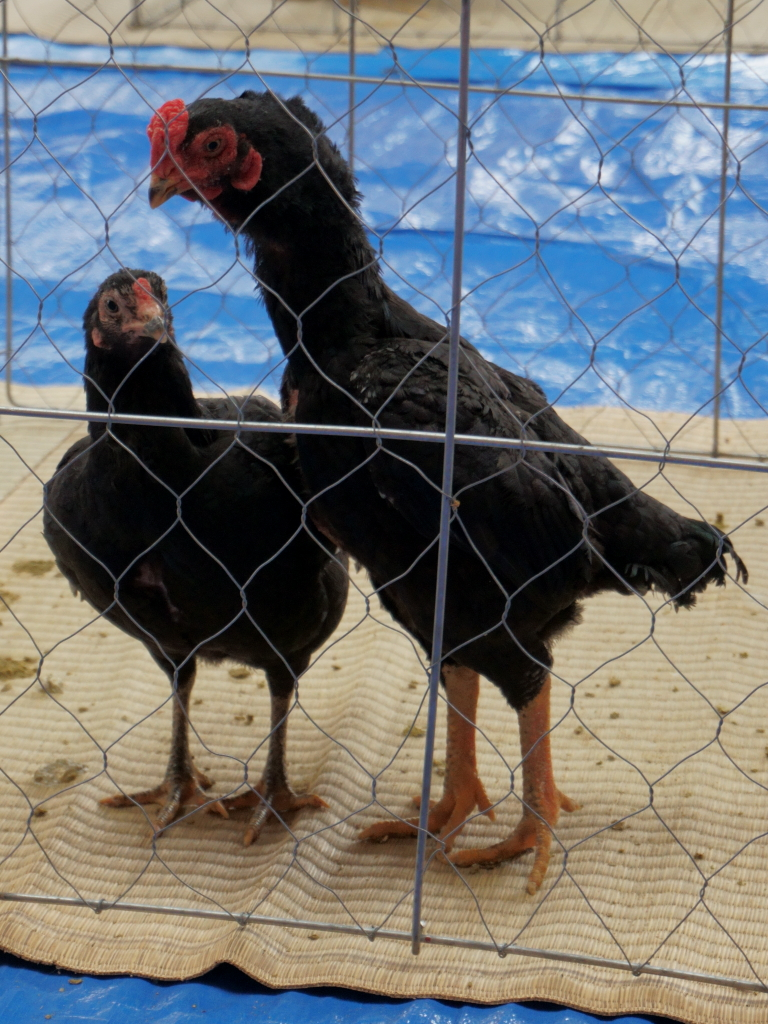
金八鶏

金八鶏（きんぱどり）は、秋田県北部で作出されたニワトリの一品種である。秋田県の天然記念物に指定されている。

## 概要
金八鶏は、1800年代に秋田県の北部（現在の大館市）に住む魚屋の金八が、比内鶏と軍鶏を交配した際に突然変種としてできたとされる、身長40 cm、体重が雄 1.7 kg・雌 1.2 kgの鶏である。
名称も、金八の名前が由来であるが、大館地方の方言で「短気」の人を「きんぱ」ということから金八鶏と書いて「きんぱどり」と言うようになった。名の通り、気が短いが人によくなつく鶏である。
1959年（昭和34年）1月に秋田県の天然記念物に指定された。

## 秋田三鶏
秋田県の北部、米代川流域には、古来から金八鶏のほかに比内鶏・声良鶏が生息し、これら3種類の鶏を総称し、秋田三鶏とよぶ。

### 保存会
秋田県声良鶏比内鶏金八鶏保存会（あきたけんこえよしどりひないどりきんぱどりほぞんかい）は、秋田三鶏を『生きた秋田の遺産』として後世まで残すための活動をすることを目的に設立された。
保存会の設立のきっかけは東京帝国大学（現・東京大学）鏑木博士が大館地方を訪問した際に「比内鶏が学術的に貴重な価値がある」と話したことがきっかけである。

### 記念館
秋田県大館市釈迦内字獅子ケ森の大館郷土博物館（旧秋田県立大館東高等学校跡）に隣接して秋田三鶏記念館（位置図）があり、比内鶏、声良鶏、金八鶏の展示を行っている。

#### アクセス
- 秋田自動車道（国道7号大館西道路） 大館北ICから市道を東へ1.5 km
- 大館樹海ドームから北へ約1.0 km